# NGC 4014
NGC 4014 (другие обозначения — NGC 4028, UGC 6961, MCG 3-31-5, ZWG 98.12, IRAS11560+1627, PGC 37695) — спиральная галактика (морфологический тип по Вокулёру SA) в созвездии Воло́с Вероники. Открыта Уильямом Гершелем в 1783 году.
Этот объект занесён в «Новый общий каталог» дважды, с обозначениями NGC 4014 и NGC 4028. Это связано с тем, что после Уильяма Гершеля галактику независимо открыл Джон Гершель.
На фотографиях эта спиральная галактика, наклонённая к лучу зрения, имеет яркое, удлинённое ядро с более слабыми спиральными рукавами. При визуальном наблюдении в любительский телескоп  галактика выглядит довольно яркой, видна как удлиненное пятнышко света, ориентированное с восток-юго-востока на запад-северо-запад, с достаточно чётко очерченными краями. Диск немного зернистый с более ярким ядром. Радиальная скорость: 3706 км/с. Расстояние: 166 млн световых лет. Диаметр: 82 тыс. световых лет.
Скорость вращения на одной стороне галактики постоянна, на другой — уменьшается с расстоянием от центра.